# 作品番号
作品番号（さくひんばんごう、英: opus number）は、（クラシック音楽の）作曲家が作曲した楽曲を1冊の楽譜として出版した際に付した連番号を指す。
英語圏では「Op.」、 ドイツ語、フランス語などでは「op.」と略されることが多い。日本語では「作品○○」と呼ぶが、英語風に「オーパス○○」と呼ぶこともある。
改版などで2種類以上の版を区別するためには、番号に b（また a）などを付記する。
なお作品番号に似たものとして、学術的な整理番号（作品目録番号）がある。後世の研究者が、出版に漏れた作曲なども含む全ての作品を研究し、作曲順に目録として纏め、整理番号を振ったものを指す。

## 概説
出版順の結果として、おおむね、作曲の若い順に付けられることになる。作曲家が自ら付ける場合もあるが、クラシック音楽の場合は、18世紀以降、出版された1冊の楽譜を単位として与えられることが一般的である。必ずしも作曲順ではなく、後人の混乱の元になることも多い。
交響曲など大曲は1曲で1冊の楽譜となるため、ひとつの作品番号を与えられるが、ピアノ小品（たとえばショパンの練習曲）などは1冊に複数の曲が収録されるため、個々の曲は「作品25-1」「作品25の1」「作品25 第1番」「Op. 25 No. 1」など様々に表記される。同じ理由などにより、最初の作品が出版されるより前に作曲された作品には付番されないこともある。没後に出版された曲には「遺作 羅: opus postumus、英: opus posthumous」という表記が与えられることもある。欧文では「op.」や「No.」または学術的な整理番号と数字の間には半角スペースを入れるのが通常である。

## 作品番号（Op.）をもつ作曲家一覧
- ルートヴィヒ・ヴァン・ベートーヴェン
- カール・マリア・フォン・ウェーバー
- ガブリエル・フォーレ
- ヨハネス・ブラームス
- ロベルト・シューマン
- フェリックス・メンデルスゾーン
- セザール・フランク
- ヨハン・シュトラウス1世
- ヨハン・シュトラウス2世
- ヨーゼフ・シュトラウス
- エドゥアルト・シュトラウス1世
- エミール・ワルトトイフェル
- エドヴァルド・グリーグ
- カミーユ・サン=サーンス
- ニコライ・リムスキー=コルサコフ
- アントニン・ドヴォルザーク
- ダリウス・ミヨー
- ピョートル・チャイコフスキー
- エドワード・エルガー
- クロード・ドビュッシー（初期作品のみ）
- アルノルト・シェーンベルク
- アルバン・ベルク
- セルゲイ・プロコフィエフ
- パウル・ヒンデミット
- イーゴリ・ストラヴィンスキー（初期作品のみ）
- ベンジャミン・ブリテン
- ドミートリイ・ショスタコーヴィチ

### 作品番号（Op.）をもたない作曲家一覧
- ジャン=フィリップ・ラモー
- ガエターノ・ドニゼッティ
- ジョアキーノ・ロッシーニ
- エリック・サティ
- シャルル・グノー
- ジュール・マスネ
- モデスト・ムソルグスキー
- ミハイル・グリンカ
- ジョルジュ・ビゼー
- ジュゼッペ・ヴェルディ
- ジャコモ・プッチーニ
- ボフスラフ・マルティヌー
- グスタフ・マーラー
- ジョージ・ガーシュウィン
- アーロン・コープランド
- オリヴィエ・メシアン

### 一部の作品に作品番号（Op.）をもつ作曲家一覧
- フランツ・ヨーゼフ・ハイドン
- フレデリック・ショパン
- リヒャルト・シュトラウス
- フランコ・ドナトーニ（交響曲 作品63「アントン・ウェーベルン」[注釈 1]）
- ヨーゼフ・マティアス・ハウアー

## 学術的な整理番号（作品目録番号）
作品番号がない、または欠落が多い作曲家などの場合、学術的な整理番号（作品目録番号）をそれに代えて用いることがある。シューベルトやドヴォルザークなど、通常の作品番号を持っている作品にも付けられていることがある。また、生前未出版の作品には、「作品番号なし」を意味するドイツ語Werke ohne Opuszahlを略した「WoO」を用いることがある。
- ヨハン・ゼバスティアン・バッハのバッハ作品主題目録番号（BWV）：ジャンル別に付番されている。Bach Werke verzeichnisの略。
- ヘンデルのヘンデル作品主題目録番号（HWV）：ジャンル別に付番されている
- ヴィヴァルディのリオム番号（RV）、ファンナ番号（F）、パンシェルル番号（P）
- フランツ・ヨーゼフ・ハイドンのホーボーケン番号（Hob.）：ジャンル別に付番されている
- モーツァルトのケッヘル番号（K. KV K6など）
- ベートーヴェンの初期の作品などに付けられるWoO.（作品番号無しの意）、ヘス番号（作品番号もWoO.もないものに付番）
- シューベルトのドイッチュ番号（D）：作品番号があるものにも付番され、併用される。
- メンデルスゾーンのメンデルスゾーン作品目録（MWV）：作品番号有りの350作品を含めた750作品に付番される。
- リストのサール番号（S.）、ラーベ番号（R.）
- ブルックナーの作品番号（WAB）：Werkverzeichnis Anton Brucknerの略語。
- バルトークのセーレーシ番号（Sz）：「ベラ・バルトークの音楽作品と音楽学論文の目録」による番号

（ドメニコ・スカルラッティのカークパトリック番号（K.）、ロンゴ番号（L.）は、チェンバロソナタに付けられた番号）

### 学術的な整理番号のある作曲家一覧
| 作曲者                                   | 作品番号      | 備考 |
| ---------------------------------------- | ------------- | --- |
| ジョン・ダウランド                       | P             | リュート曲のみ付けられる番号 |
| ハインリヒ・シュッツ                     | SWV           | ウェルナー・ビッティンガーによる作品目録の番号 |
| クラウディオ・モンテヴェルディ           | SV            | Manfred H. Stattkusによる作品目録 |
| ディートリヒ・ブクステフーデ             | BuxWV         | ゲオルク・カールシュテットによる作品目録 |
| マルカントワーヌ・シャルパンティエ       | H             | ヒュー・ウィリー・ヒチコックによる作品番号 |
| ボフスラフ・マルティヌー                 | H             | ハリー・ハルプライヒによる作品番号 |
| ジャン=バティスト・リュリ                | LWV           | ハンス・シュナイダーによる作品目録 |
| トマゾ・アルビノーニ                     | Si Co So Mi   | マイケル・トールボットによる作品番号なしの目録 |
| ルイジ・ボッケリーニ                     | G             | イーヴ・ジェラールによる作品目録番号 |
| ヘンリー・パーセル                       | Z             | フランクリン・B・ツィンマーマン |
| アルカンジェロ・コレッリ                 | MC            | ハンス・ヨアヒム・マックスによる作品目録 |
| クリストフ・ヴィリバルト・グルック       | Wq            | アルフレッド・ヴォトケンヌによる作品目録番号 |
| ドメニコ・スカルラッティ                 | K L           | ラルフ・カークパトリックによる作品目録番号 アレッサンドロ・ロンゴによる作品目録番号                                                                           |
| ヨハン・ゼバスティアン・バッハ           | BWV           | バッハ作品主題目録番号。シュミーダーによる作品目録番号 |
| カール・フィリップ・エマヌエル・バッハ   | Wq H          | アルフレッド・ヴォトケンヌによる作品目録番号 ユージン・ヘルムによる作品目録番号                                                                               |
| ヨハン・クリスティアン・バッハ           | W             | アーネスト・ウォーバートンによる作品番号 |
| ヴィルヘルム・フリーデマン・バッハ       | F             | マルティン・ファルクによる作品目録番号 |
| ゲオルク・フリードリヒ・ヘンデル         | HWV           | ヘンデル作品主題目録番号。バーゼルトによる作品目録番号 |
| アントニオ・ヴィヴァルディ               | RV P F        | ペーター・リオムによるリオム番号 マルク・パンシェルルによるパンシェルル番号 アントニオ・ファンナによるファンナ番号                                            |
| ヴォルフガング・アマデウス・モーツァルト | K             | ルートヴィヒ・フォン・ケッヘルによるケッヘル番号 |
| ルートヴィヒ・ヴァン・ベートーヴェン     | Hess Biamonti | ヴィリー・ヘスによるヘス番号 ジョヴァンニ・ビアモンティによるビアモンティ番号                                                                                 |
| フランツ・ヨーゼフ・ハイドン             | Hob           | アントニー・ヴァン・ホーボーケンによるホーボーケン番号 |
| ミヒャエル・ハイドン                     | MH P          | チャールズ・H・シャーマンとT・ドンリー・トーマスによる作品番号 ローター・ペルガーによる作品番号                                                               |
| フェリックス・メンデルスゾーン           | MWV           | ラルフ・ヴェーナーによる作品番号 |
| フランツ・シューベルト                   | D             | オットー・エーリッヒ・ドイッチュによるドイチュ番号 |
| カール・マリア・フォン・ウェーバー       | J             | フリードリヒ・ヴィルヘルム・イェーンスによるイェーンス番号 |
| エクトル・ベルリオーズ                   | H             | D.Kern Holomanによる作品番号 |
| フレデリック・フランソワ・ショパン       | KK BI         | クリスティナ・コビラニスカによる作品番号 モーリス・ブラウンによる作品番号                                                                                     |
| フランツ・リスト                         | S R LW        | ハンフリー・サールによるサール番号 ペーター・ラーベによるラーベ番号 レナ・チャーニン・ミュラーとマリア・エッカートによる作品番号                              |
| リヒャルト・ワーグナー                   | WWV           | ジョン・デスリッジによる作品番号 |
| セザール・フランク                       | FWV           | ヴィルヘルム・モーアによる作品番号 |
| アントン・ブルックナー                   | WAB           | レナート・グラスベルガーによる作品目録 |
| リヒャルト・シュトラウス                 | AV            | ミュラー・フォン・アゾフによる作品目録 |
| アントニン・ドヴォルザーク               | B             | ヤルミル・ブルクハウザーによる作品目録 |
| エドヴァルド・グリーグ                   | EG            | |
| バルトーク・ベーラ                       | Sz BB DD      | セールレーシ・アンドラーシュによる作品番号 ラースロー・ショムファイによる作品番号 デニス・ディーレによる作品番号                                              |
| アルテュール・オネゲル                   | H             | ハリー・ハルブライヒによる作品目録 |
| グスターヴ・ホルスト                     | H             | |
| フレデリック・ディーリアス               | RT            | R.Threlfallによる作品目録 |
| イサーク・アルベニス                     | B             | |
| チャールズ・アイヴズ                     | K             | ジョン・カークパトリックによる作品目録の番号 |
| ニコロ・パガニーニ                       | MS            | マリア・ローサ・モレッティとアンナ・ソレントによる作品目録 |
| フーゴ・ヴォルフ                         | W             | エリック・ウェルバによる作品目録 |
| エンリケ・グラナドス                     | H             | カルロ・A・ヘスによる作品目録 |
| マヌエル・デ・ファリャ                   | G             | アントニオ・ギャレゴによる作品目録 |
| カール・ニールセン                       | FS            | ダン・フォスとトーベン・スコウスボーによる作品目録 |
| フランシス・プーランク                   | FP            | カール・B・シュミットによる作品目録 |
| クロード・ドビュッシー                   | L CD          | フランソワ・ルシュールによる作品番号 |
| オットリーノ・レスピーギ                 | P             | ポティート・ペダッラによる作品目録 |
| イーゴリ・ストラヴィンスキー             | K HH CC W     | ヘルムート・キルヒマイヤーによる作品番号 ハリー・ハルブライヒによる作品番号 クリフォード・シーザーによる作品番号 エリック・ウォルター・ホワイトによる作品番号 |
| セルゲイ・ラフマニノフ                   | TN            | 作品番号のない作品につけられる番号 |
| ゲオルク・フィリップ・テレマン           | TWV TVWV      | Martin Ruhnkeによる器楽作品目録 Werner Menkeによる声楽作品目録                                                                                                |
| モーリス・ラヴェル                       | M             | マルセル・マルナによる作品目録 |

## 音楽以外の作品番号
音楽以外においても、同一の作者・編さん者による作品群に、番号が振られ管理される場合がある。著名なものではグリム童話（グリム童話の一覧も参照）、藤子・F・不二雄のSF短編（藤子・F・不二雄のSF短編一覧も参照）などが挙げられる。